# コバンコナスビ
コバンコナスビ（学名: Lysimachia nummularia）は、サクラソウ科に分類される水草。ヨウシュコナスビ、コバンバコナスビ、コインウォーターチェーンという別名も持つ。
リンネの『植物の種』(1753年) で記載された植物の一つである。

## 概要
葉の長さは1.5-2センチメートル。欧州の沼沢地に分布していたが、アメリカに導入され、いくつかの地域で野生化したとみなされている。適正水温は20度から28度。適度な二酸化炭素や底床添加肥料の使用による栽培が効果的である。改良品種として茎から葉にかけて全体が黄色に染まるイエロー・リシマキア（学名:Lysmachia nummularia var Aurea）が存在する。北米では園芸のための植物として育てられているが、成長速度が速く、他の植物に覆い被さることがあるため育成には入念な注意が必要とされる。ハーブとしての効能もある。